# Bangun Jaya (Pagar Alam Utara)
Bangun Jaya is een bestuurslaag in het regentschap Pagar Alam van de provincie Zuid-Sumatra, Indonesië. Bangun Jaya telt 2229 inwoners (volkstelling 2010).